# Thiên địa (website)
Thiên địa (cách điệu: thiendia.com; tên cũ: lauxanh.us) là một diễn đàn trực tuyến có nội dung khiêu dâm bằng tiếng Việt.
Theo SimilarWeb, vào trước thời điểm bị chặn truy cập tại Việt Nam, diễn đàn đứng thứ 112 về lượng truy cập với hơn 5 triệu lượt xem mỗi tháng, được coi là diễn đàn có nội dung khiêu dâm tiếng Việt lớn nhất.

## Lịch sử hình thành
Diễn đàn được ra mắt lần đầu vào khoảng giữa năm 2013 với tên miền "lauxanh.us" do Phùng Thanh Sơn và Hoàng Văn Hữu sở hữu. Ngày 10 tháng 12 năm 2013, Sơn và Hữu đã bị cơ quan chức năng Việt Nam triệu tập để điều tra về hành vi "truyền bá văn hóa phẩm đồi trụy trên mạng Internet". Sau đó, diễn đàn đã được mở lại tại tên miền "thiendia.com" với nội dung và giao diện tương tự trang cũ.

## Chủ đề
Chủ đề trên diễn đàn chủ yếu là nội dung khiêu dâm và quảng cáo gái mại dâm đi kèm giá cả và cách liên hệ. Cũng có các chuyên mục khác như phim sex, truyện sex, hentai, hình ảnh gái đẹp, bác sĩ 2 súng, thế giới thứ 3, v.v..

## Hình thức kinh doanh
Mỗi lần muốn quảng cáo tại diễn đàn, Hữu thu của khách hàng một thẻ điện thoại mệnh giá 500.000 VN₫/tuần. Nếu gái bán dâm có nhu cầu đăng thông tin, hình ảnh lên website thì sẽ liên hệ qua điện thoại với Sơn để chụp ảnh và viết bài đăng. Mỗi lần chụp ảnh, đăng bài, Sơn thu từ 500.000 VNđ đến 1 triệu VNđ.
Tính đến năm 2015, dịch vụ chụp ảnh thuê và duy trì nội dung cập nhật mới nhất trên diễn đàn là 3 triệu VNđ một gái mại dâm mỗi tháng.

## Bị chặn truy cập tại Việt Nam
Ngày 19 tháng 1 năm 2020, các nhà cung cấp dịch vụ Internet tại Việt Nam đã đồng loạt chặn truy cập đến trang "thiendia.com", nhưng FPT Telecom và Viettel Telecom không thừa nhận việc này. Địa chỉ diễn đàn sau đó được chuyển tới "thiendia.cc", "thiendia.me", "thienvadia.com", "thienvadia.net" để lách lệnh cấm.